# Paya Baro Ranto Panjang
Paya Baro Ranto Panjang is een bestuurslaag in het regentschap Aceh Barat van de provincie Atjeh, Indonesië. Paya Baro Ranto Panjang telt 146 inwoners (volkstelling 2010).